# Xylopteryx dargei
Xylopteryx dargei là một loài bướm đêm trong họ Geometridae.